# 布拉基特鎮區 (北卡羅萊納州麥克道威縣)
布拉基特鎮區（英語：Brackett Township）是位於美國北卡羅萊納州麥克道威縣的一個鎮區。

## 地方資料
布拉基特鎮區的面積為59.56平方千米，皆為陸地。根據2020年美國人口普查的數據，當地共有人口497人，而人口密度為每平方千米8.34人。